# Ina Gausdal
Ina Gausdal (* 21. März 1991 in Norwegen) ist eine norwegische ehemalige Fußballspielerin, die von 2019 bis 2022 für die Lillestrøm SK Kvinner und 2017 erstmals für die Norwegische Fußballnationalmannschaft der Frauen spielte.

## Werdegang

### Vereine
Gausdal spielte ab 2010 für Aufsteiger Linderud-Grei in der Toppserien 2010. In der ersten Saison konnte der Verein als Vorletzter noch die Liga halten, 2011 konnte der Verein nur einen Punkt gewinnen und stieg als Tabellenletzter ab. Gausdal, die in allen 44 Ligaspielen eingesetzt worden war, wechselte daraufhin zum Ligadritten Kolbotn IL, kam mit dem Verein aber nie über Platz 4 hinaus. Zur Saison 2019 wechselte sie zum Serienmeister Lillestrøm SK Kvinner und konnte ihre erste Meisterschaft gewinnen.  Im Viertelfinale der UEFA Women’s Champions League 2018/19  hatte sie dann auch ihren ersten Einsatz auf europäischer Vereinsebene, verlor aber mit LSK das Hinspiel beim FC Barcelona mit 0:3. Da auch das Rückspiel, bei dem sie nicht eingesetzt wurde, mit 0:1 verloren wurde, schieden die Norwegerinnen aus. Im Jahr darauf scheiterten sie bereits in der Qualifikation für die UEFA Women’s Champions League 2019/20 am RSC Anderlecht. 2020/21 waren sie direkt für das Sechzehntelfinale qualifiziert und konnten sich dort gegen FK Minsk durchsetzen, im Achtelfinale verloren sie aber zweimal mit 0:2 gegen den deutschen Meister VfL Wolfsburg.
Im Mai 2024 kehrte sie nach Sarpsborg zurück, um dort ihre Karriere zu beenden.

### Nationalmannschaften
Gausdal spielte bei zwei Freundschaftsspielen gegen Schweden im August 2009 erstmals für die U-19-Mannschaft. Im September nahm sie mit der Mannschaft an der ersten Qualifikationsrunde zur U-19-Fußball-Europameisterschaft der Frauen 2010 teil. Beim Turnier in England konnten sie sich als Gruppensiegerinnen für die zweite Runde qualifizieren. Bei dieser konnten sie zwar Ende März 2010 gegen Gastgeber Serbien und Polen deutlich gewinnen, verpassten durch eine 0:3-Niederlage gegen Deutschland aber die Endrunde. Damit war für sie die Zeit in der U-19 beendet. Im Juli wurde sie dann erstmals in der U-23-Mannschaft eingesetzt, für die sie bis 2014 insgesamt 20 Spiele bestritt und zwei Tore erzielte.
Im November 2017 wurde sie dann bei einem Freundschaftsspiel gegen Kanada erstmals in der A-Nationalmannschaft eingesetzt. Sie stand dabei in der Startelf und brachte ihre Mannschaft mit ihrem ersten A-Länderspieltor in der 18. Minute mit 1:0 ein Führung (Endstand 2:3).  Im Januar 2018 folgten zwei Einsätze während eines Trainingslagers in La Manga und im März im ersten Gruppenspiel beim Algarve-Cup 2018, das mit 3:4 gegen Australien verloren wurde. In diesen vier Spielen konnte sie immer die volle Spielzeit mitspielen, bei ihrem nächsten Einsatz, bei der 1:4-Niederlage im November 2018 in Tottori gegen Japan wurde sie erst in der 65. Minute eingewechselt, erzielte aber in der 81. Minute den Ehrentreffer. Im Frühjahr 2019 folgten noch drei Einsätze, davon zwei beim gewonnenen Algarve-Cup 2019, bei denen sie aber ein- oder ausgewechselt wurde. Im Mai spielte sie als 28-Jährige dann noch zweimal für die U-23-Mannschaft. Für die WM 2019 wurde sie nicht nominiert.

## Erfolge

### Verein
Lillestrøm SK Kvinner 
- Norwegische Meisterin 2019
- Norwegische Pokalsiegerin 2019

### Nationalmannschaft
- Algarve-Cup-Siegerin 2019 (ohne Finaleinsatz)